# Xã Middletown, Quận Jackson, Minnesota
Xã Middletown (tiếng Anh: Middletown Township) là một xã thuộc quận Jackson, tiểu bang Minnesota, Hoa Kỳ. Năm 2010, dân số của xã này là 227 người.